# Bass Communion
Bass Communion — сайд-проект Стивена Уилсона, основателя рок-группы Porcupine Tree. Записи, выпущенные под именем «Bass Communion», относятся к эмбиенту и электронной музыке. Они создаются посредством обработки звучания музыкальных инструментов и записи звуков окружающей среды.
Альбомы Bass Communion часто включают в себя сотрудничество с другими музыкантами, включая Роберта Фриппа из King Crimson, саксофониста Тео Трэвиса, Брина Джонса (также известного как Muslimgauze) и Видна Обмана.

## История
Bass Communion берёт своё начало в ранних работах Стивена Уилсона в роли музыканта. Под влиянием таких групп и исполнителей немецкой экспериментальной электронной музыки, как Tangerine Dream, Клаус Шульце и Конрад Шницлер, Уилсон совместно с другом детства Саймоном Уокингсом создал группу Atlamont в 1983 году. Уилсон и Уокингс экспериментировали c простыми аналоговыми синтезаторами, записывая в живую и без использования многоканальной записи. Эти записи были собраны на аудиокассете Prayer for the Soul в сентябре 1983 и выпущены лейблом Acid Tapes, который был создан будущим боссом Imaginary Records Аланом Даффи.
В 1990-х Уилсон начинает замечать возрастающую значимость музыки, вдохновлённой теми же экспериментальными музыкантами, которые вдохновили Atlamont. Слушая таких музыкантов, как Пол Шюце и Biosphere, Уилсон почувстовал, что наступило идеальное время вернуться к экспериментальной электронной музыке. Первый одноимённый альбом Bass Communion, чаще всего называемый Bass Communion I, был выпущен в апреле 1998.

## Дискография

### Альбомы
- I (1998)
- II (1999)
- III (2001)
- Ghosts on Magnetic Tape (2004)
- Indicates Void (2005)
- Loss (2006)
- Pacific Codex (2008)
- Molotov and Haze (2008)
- Chiaroscuro (2009)
- Cenotaph (2011)

### Сборники
- Atmospherics (1999)
- Untitled (2014)

### EP и синглы
- Vajrayana (2004)
- Dronework (2005)
- Haze Shrapnel (2008)
- Litany (2009)

### Совместные работы
- Bass Communion V Muslimgauze (1999)
- Bass Communion (Reconstructions and Recycling) (2003)
- Jonathan Coleclough / Bass Communion / Colin Potter (2003)
- Continuum I (2005)
- BCVSMGCD (2006)
- Continuum II (2007)
- Bass Communion / Pig — Live in Mexico City (2008)
- Freiband/Bass Communion — Headwind/Tailwind (2009)

### Альбомы ремиксов
- The Continuum Recyclings, Volume One (2006)
- The Continuum Recyclings, Volume Two (2010)

### Сплиты
- Bass Communion / Fear Falls Burning — Fusilier / Pulse on Fire (2008)

### Различные исполнители
- Behind These Silent Eyes (Parts I—IV) (17:50) (2007)